# Cayo Sumba
Cayo Sumba también llamada Cayo Negro o Cayo Blackdore (en inglés: Blackadore Caye) es el nombre de una isla privada de 0,42 kilómetros cuadrados en el país centroamericano de Belice, recibió el nombre de Cayo Sumba por parte de los exploradores españoles, pero fue rebautizada como Blackadore Caye por parte de su dueño el actor estadounidense Leonardo DiCaprio.
Posee 42 hectáreas de superficie por lo que tiene un tamaño comparable con el de la Ciudad del Vaticano y se localiza al oeste del Cayo Ambergris en el Mar Caribe no lejos de la Barrera de Arrecifes de Belice.